# Малиновська Маргарита Юріївна
Маргарита Юріївна Малино́вська (псевдоніми: М. Морозенко, М. Юренко, Світлана Ромашка; нар. 22 листопада 1941, село Уйма Локачинського району Волинської області, нині в складі смт Локачі — пом. 22 жовтня 1983, Київ, поховано в Луцьку) — українська письменниця (поетеса, публіцистка, літературний критик). Член Спілки письменників України з 1965 року.

## Біографія
Маргарита Юріївна Малиновська народилася 22 листопада 1941 року в селі Уйма Локачинського району Волинської області (згодом село злилося з районним центром Локачі).
Батько письменниці Юрій Олександрович був членом КПЗУ та учасником німецько-радянської війни, кавалером орденів Слави, персональним пенсіонером. Мати Людмила Федорівна працювала в торгівлі. Незабаром сім'я переїхала до Луцька, де придбала власний будинок, який до наших днів не зберігся.
1958 року Маргарита закінчила в Луцьку середню школу № 1. Навчаючись у школі, дівчина цікавилася технікою, фотографією, їздила на мотоциклі, писала вірші, редагувала шкільну газету «Потиличник», виступала на літературних вечорах, в яких брали участь волинські поети. У десятому класі письменник Петро Мах порадив випускниці співпрацювати з обласною газетою, тож невдовзі її замітки з'явилися на шпальтах цього видання.
Після школи Маргарита Малиновська чотири роки працювала літературним працівником і завідувачем відділу в районних газетах на Волині. Навчалася на факультеті журналістики Львівського, а потім Київського університету, який закінчила 1966 року.
Працювала керівником відділу критики журналу «Вітчизна» і заступником головного редактора газети «Літературна Україна», на Київській кіностудії імені Олександра Довженка. Була відповідальним секретарем комісії з драматургії Спілки письменників України. Була членом КПРС.
Була звільнена з посади заступника головного редактора газети «Літературна Україна» за публікацію статті Бориса Антоненка-Давидовича «Літера, за якою тужать» (ЛУ, 4 листопада 1969). В той час, випуск мовознавчої статті, що суперечила офіційному курсу зближення мов, був актом громадянської мужності. Маргарита Малиновська скористалась відпусткою головного редактора Івана Зуба, який не насмілювався опублікувати небезпечну статтю про літеру ґ. Але цілком можливо, що це була провокація від КДБ.
Послідувала гостра офіційна реакція. Від Інституту мовознавства стаття-відповідь Віталія Русанівського «За чим тужити?», від партійних органів оргвисновки - Маргариту Малиновську було звільнено з роботи, на будь-які її появи у «Літературній Україні» - табу. Хоча потім режим змінив гнів на милість. Швидше за все, у даному випадку мала місце політика "батога і пряника".
На замовлення КДБ написала "політичний" роман "Полісся", спрямований проти ОУН і УАПЦ, в якому, зокрема, розвінчувалася "антирадянська діяльність попів" та викривалися "злочини бандерівців".
Померла письменниця в Києві 22 жовтня 1983 року за місяць до свого 42-річчя при загадкових обставинах.
За офіційною версією причиною смерті став серцевий напад. Однак волинська журналістка та поетеса Штинько Валентина Сергіївна у 2003 році на Волинській обласній краєзнавчій конференції висловила припущення, що Малиновську могла фізично усунути агентура КДБ, оскільки Малиновська мала певні непорозуміння з КДБ (Штинько В. Про документальну основу роману М. Малиновської "Полісся" та деякі маловідомі штрихи до її біографії // Минуле і сучасне Волині та Полісся. Ковель і ковельчани в історії України та Волині: матеріали XII всеукр. наук. іст.-краєзн. конф.: наук. зб. – Луцьк, 2003. – Ч. 2. – С. 68–69).
Правда, така версія зовсім не узгоджується з "антибандерівською" публіцистикою Малиновської, якою та нвряд чи могла займатися, не будучи підконтрольною в такій діяльності з боку органів КДБ.
Збереглися рукописи двох "антибандерівських" романів Малиновської: "Соснові хмари" (написаний у 1975-1980 роках) та "Стохід" (написаний у 1979-1983 роках). Вважається, що натхненником цих творів був Павло Загребельний.
Поховано Маргариту Малиновську в Луцьку.

## Творчість
Від 1963 року виступала з літературно-критичними статтями та рецензіями у всеукраїнських і всесоюзних газетах і журналах. Ще не маючи власної книги, 1965 року Маргарита Малиновська стала членом Спілки письменників України.
Авторка книжок літературно-критичних нарисів і статей:
- «Синтез важкої води» (1967),
- «Любов до життя» (1968),
- «Олесь Гончар» (1971),
- «Древо дружби (Леонід Леонов і Україна)» (1979).

Видала романи:
- «Гримучі озера» (1977),
- «Полісся» (1980).

Письменник Іван Чернецький зазначив про Маргариту Малиновську, що вона «писала вона завжди цікаво, проблемно, гостро, безкомпромісно. Літературні пародії були дуже дошкульними і влучними. Серед критиків, які підтримали роман Олеся Гончара „Собор“ вона була найпершою. Високопоставлені партійні чини не простили Маргариті Малиновській позитивну рецензію на роман».

## Аудіозаписи
Маргарита Малиновська. Роман "Полісся" (уривок): https://www.youtube.com/watch?v=tUrIegEgdPg [Архівовано 27 листопада 2021 у Wayback Machine.]